# نطاق ك
يعد «النطاق ك» جزءًا من الطيف الراديوي في نطاق الموجات الدقيقة للترددات من 18 إلى 27 جيجاهيرتز (GHZ). نطاق الترددات في مركز النطاق «ك» بين 18 و 26.5 جيجاهرتز يمتصه بخار الماء في الغلاف الجوي بسبب الذروة الرنينه عند 22.24 جيجاهرتز، 1.35سم . ولذلك فإن هذه الترددات تواجه توهينًا جويًا عاليًا ولا يمكن استخدامها لتطبيقات المسافات الطويلة. لهذا السبب تم تقسيم نطاق K الأصلي إلى ثلاثة نطاقات، نطاق Ka ونطاق K ونطاق Ku كما هو مفصل أدناه.
يرمز حرف K إلى كلمة «Kurz» الذي ينبع من الكلمة الألمانية التي تعني «قصير».

## التقسيم
بسبب ذروة امتصاص بخار الماء للموجات في وسط النطاق،  ينقسم «نطاق ك» تقليديًا إلى ثلاثة نطاقات فرعية:
- «نطاق ك-السفلي» (Ku): 12-18 جيجاهرتز، يستخدم بشكل أساسي للاتصالات عبر الأقمار الصناعية، والبث المباشر للتلفزيون عبر الأقمار الصناعية ، واتصالات الموجات الدقيقة الأرضية، والرادار ، وخاصة أجهزة كشف سرعة حركة المرور التابعة للشرطة.

- «نطاق ك»: 18–27 جيجاهرتز، نظرًا لامتصاص بخار الماء عند تردد 22 جيجاهرتز، يتسم هذا النطاق بتوهين عالي في الغلاف الجوي وهو مفيد فقط للتطبيقات قصيرة المدى.

- «نطاق ك-العلوي»: 26.5–40 جيجاهرتز، يستخدم بشكل أساسي لاتصالات الأقمار الصناعية والرادار والاتصالات التجريبية. مسبار كيبلر الفضائي التابعة لوكالة لناسا هو أول مهمة لناسا تستخدم فيه اتصالات شبكة الفضاء العميقة التابعة لناسا (NASA DSN). [2]